# Labouheyre
Labouheyre là một xã, thuộc tỉnh Landes trong vùng Nouvelle-Aquitaine. Xã này có diện tích 36,13 km², dân số năm 2006 là 2507 người. Xã này nằm ở khu vực có độ cao trung bình 76 mét trên mực nước biển.

## Biến động dân số
| Năm | 1962  | 1968  | 1975  | 1982  | 1990  | 1999  | 2006  |
| --- | ----- | ----- | ----- | ----- | ----- | ----- | ----- |
| Dân số | 2 169 | 2 314 | 2 649 | 2 849 | 2 816 | 2 534 | 2 507 |
| From the year 1962 on: No double counting—residents of multiple communes (e.g. students and military personnel) are counted only once. |       |       |       |       |       |       |       |